# 黃斑歧脊沫蟬
黃斑歧脊沫蟬（学名：Jembrana flavomaculata）为尖胸沫蟬科歧脊沫蟬屬下的一个种。